# Klockorna i Gamla Sta'n
Klockorna i Gamla Sta'n är Sveriges första långfilm i färg från 1946 i regi av Ragnar Hyltén-Cavallius.

## Handling
Kalle Magnus Berg är en oerhört snäll utmätningsman i Gamla stan i Stockholm. Har någon "klient" det svårt, ställer Kalle ofta upp med pengar ur egen ficka. Kalles granne, Bengt Florin, är jazzmusiker och spelar om kvällarna på en restaurang för att försörja sig. Bengts flickvän Karin stöder hans komponerande, men en kväll träffar Bengt den rika Harriet, och för att ha råd att följa henne på en resa så pantsätter han sitt piano.

## Om filmen
Filmen premiärvisades 30 december 1946 på biograf Saga i Stockholm. Vid filmandet använde man det amerikanska tvåfärgssystemet Cinecolor, som introducerades på 1930-talet i USA. Eftersom ingen erfarenhet fanns av tekniken i Sverige anlitade man en amerikansk fotograf vid namn James B. Shackelford.

## Rollista i urval
- Edvard Persson – Karl-Magnus Berg, utmätningsman
- George Fant – Bengt Florin, pianist
- Elsie Albiin – Karin, hans fästmö, biträde i blomsterhandel
- Gunnel Broström – Harriet von Borch, societetskvinna
- Gösta Cederlund – Johan Fredrik Morén, konsul, ockrare
- Torsten Hillberg – stadsfogden, Karl-Magnus chef
- Axel Högel – Fager, instrumentmakare
- John Norrman – Efraim Nilsson, rammakare
- Aurore Palmgren – fru Karlsson, änka
- Ulla Wikander – Irma, Karins kamrat
- Harry Ahlin – Jochum, Harriets vän
- Gösta Gustafson – "Smygen" Eriksson, Karl-Magnus utmätningsbiträde
- Åke Jensen – Ebbe, en av Harriets vänner
- Jarl Hamilton – Claes, en av Harriets vänner
- Greta Liming – Anne-Grethe, en av Harriets vänner
- Ebba Wrede – en av Harriets vänner (flapper I)
- Marie-Louise Martins – en av Harriets vänner (flapper II)
- Elsa Ebbesen-Thornblad – Emma Nilsson, Efraim Nilssons fru
- Folke Cembræus – Moréns biträde

## Musik i filmen
- Rapsodi, kompositör Alvar Kraft, instrumental.
- Klockorna i Gamla Stan, kompositör Alvar Kraft, text Charles Henry, sång  Edvard Persson och George Fant
- Ensam i skogen sjöng den vackra Rose-Marie, kompositör Karl Collan, text Zacharias Topelius, sång Axel Högel
- Tantis serenad, text Arvid Ödmann, sång Edvard Persson
- So Lonesome, kompositör Alvar Kraft, text Nils Hellström sång Marion Sundh
- Åhå, åhå, kompositör Alvar Kraft, spelas av Bristolorkestern.
- Lohengrin, kompositör och text Richard Wagner svensk text Fritz Ahlgrensson, sång Einar Beyron och Brita Hertzberg
- Kinderszenen, op. 15. Träumerei, kompositör Robert Schumann, instrumental.
- Symfoni, nr 7, op. 92, A-dur. Sats 2 (Allegretto), kompositör Ludwig van Beethoven svensk text 1830 Jon Ulrik Ekmarck ny text 1946 Yngve Wirkander, sång Edvard Persson
- Vårsång, kompositör Prins Gustaf text Herman Sätherberg
- I vårens natt, kompositör Alvar Kraft, text Nils Hellström, sång Elsie Albiin och Edvard Persson
- När livet var ungt, kompositör Alvar Kraft, text Karl Gustav Ossiannilsson, sång Edvard Persson

## DVD
Filmen gavs ut på DVD 2014.